# S. L. Hakimi
Seifollah Louis Hakimi (1932 – 23 tháng 6, 2005)  là một nhà toán học người Mỹ gốc Iran, sinh ra tại Iran, giáo sư danh dự tại Đại học Northwestern, nơi ông chủ trì khoa kỹ thuật điện từ năm 1973 đến năm 1978. Ông là chủ nhiệm Khoa Kỹ thuật Điện tại Đại học California, Davis, từ năm 1986 đến năm 1996.
Hakimi nhận bằng tiến sỹ từ Đại học Illinois tại Urbana-Champaign năm 1959, dưới sự giám sát của Mac Van Valkenburg. Ông có hơn 100 hậu duệ học thuật, hầu hết trong số họ là thông qua học trò của ông là Narsingh Deo.
Ông được biết đến với việc mô tả các chuỗi bậc của đồ thị vô hướng, với việc xây dựng bài toán cây Steiner trên các mạng lưới, và công trình của ông về các bài toán vị trí cơ sở trên mạng.

## Các công bố chọn lọc
- Hakimi, S. L. (1963), "On realizability of a set of integers as degrees of the vertices of a linear graph. II. Uniqueness", J. Soc. Indust. Appl. Math., quyển 11 số 1, tr. 135–147, doi:10.1137/0111010, JSTOR 2098770, MR 0153001
- Hakimi, S. L. (1964), "Optimum locations of switching centers and the absolute centers and medians of a graph", Operations Research, quyển 12 số 3, tr. 450–459, doi:10.1287/opre.12.3.450
- Hakimi, S. L. (1971), "Steiner's problem in graphs and its implications", Networks, quyển 1 số 2, tr. 113–133, doi:10.1002/net.3230010203, MR 0295947
- Megiddo, N.; Hakimi, S. L.; Garey, M. R.; Johnson, D. S.; Papadimitriou, C. H. (1988), "The complexity of searching a graph", Journal of the ACM, quyển 35 số 1, tr. 18–44, CiteSeerX 10.1.1.63.3708, doi:10.1145/42267.42268
- Bauer, D.; Hakimi, S. L.; Schmeichel, E. (1990), "Recognizing tough graphs is NP-hard", Discrete Applied Mathematics, quyển 28 số 3, tr. 191–195, doi:10.1016/0166-218X(90)90001-S, MR 1074858